# Malcolm Lange
Pour les articles homonymes, voir Lange.
Malcolm Lange (né le 22 novembre 1973 à Johannesburg) est un coureur cycliste professionnel sud-africain.

## Palmarès
- 1991
  - Pick n Pay Amashovashova National Classic
- 1995
  -  Champion d'Afrique du Sud sur route
  -  Médaillé d'or de la course en ligne des Jeux africains
  -  Médaillé d'or du contre-la-montre par équipes des Jeux africains
  - Pick n Pay Amashovashova National Classic
  - 2e du Grand Prix Criquielion
- 1997
  -  Champion d'Afrique du Sud du contre-la-montre
- 1998
  -  Champion d'Afrique du Sud du contre-la-montre
  - Prologue et 5e étape du Tour du Cap
  - Pick n Pay Amashovashova National Classic
  - 3e du championnat d'Afrique du Sud sur route
- 1999
  -  Champion d'Afrique du Sud sur route
  - 1re étape du Rapport Toer
  -  Médaillé d'argent de la course en ligne des Jeux africains
- 2000
  - 1re et 3e étapes du Tour du Cap
  - 5e et 7e étapes du Tour de la mer de Chine méridionale
  - 3e du Tour de la mer de Chine méridionale
- 2001
  - Pick n Pay Amashovashova National Classic
- 2002
  - Pick n Pay Amashovashova National Classic
- 2003
  -  Médaillé d'or de la course en ligne des Jeux africains
  - 3e, 4e et 5e étapes du Rapport Tour de Eden
  - 3e du championnat d'Afrique du Sud sur route
- 2004
  - 2e, 6e et 10e étapes du Tour de Tunisie
- 2006
  - 1re étape du Tour du Cap
- 2007
  -  Champion d'Afrique du Sud sur route
  - 6e, 7e et 8e étapes du Tour du Maroc
- 2008
  - 3e, 5e et 8e étapes du Tour du Maroc
  - Pick n Pay Amashovashova National Classic
  - 2e du Powerade Dome 2 Dome Cycling Spectacular
- 2010
  - Emirates Cup
  - 3e étape du Jelajah Malaysia
  - 2e de la H. H. Vice-President's Cup
  - 2e du Tour de Delhi

## Classements mondiaux
| Année           | 2006 | 2007 | 2008 | 2009 | 2010 | 2011 |
| --------------- | ---- | ---- | ---- | ---- | ---- | ---- |
| UCI Africa Tour | 74e  | 5e   | 8e   | 31e  |      |      |
| UCI Asia Tour   |      |      |      |      | 17e  | 113e |